# لیته‌ترشی

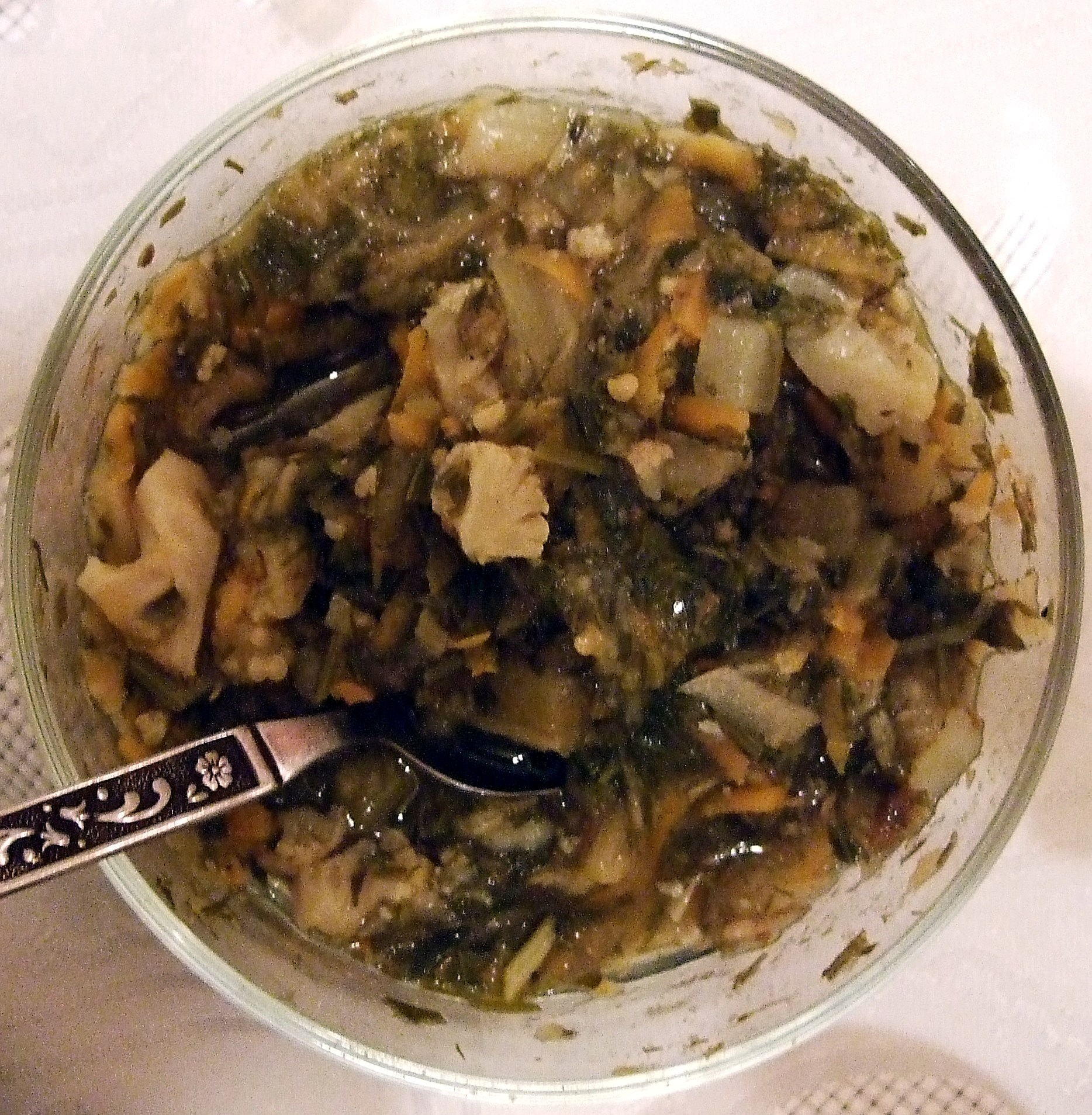
ترشی لیته

لیته‌ترشی یا ترشی لیته یا لیتهٔ بادمجان یا به اختصار لیته، ترشی بادنجان است؛ که بادنجان آن را کوبیده و له کرده باشند. این ترشی از بادمجان پخته‌شده و کوبیده‌شده و سرکه ساخته می‌شود.

#### مواد لازم برای تهیه ترشی لیته
سبزی های معطر، فلفل سبز، کلم سفید، سیاه دانه، ادویه ترشی، سرکه، بادمجان، سیر، زردچوبه از مهم ترین مواد لازم برای تهیه ترشی لیته هستند.

## منبع
https://www.offdecor.com/%D8%B7%D8%B1%D8%B2-%D8%AA%D9%87%DB%8C%D9%87-%D8%AA%D8%B1%D8%B4%DB%8C-%D9%84%DB%8C%D8%AA%D9%87-HJY766لغتنامه دهخدا (آنلاین)، https://web.archive.org/web/20100419201731/http://www.loghatnaameh.com/

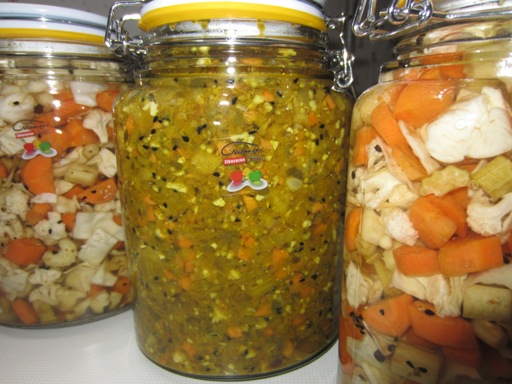
افزودن عنوان در اینجا